# Dina Doronne

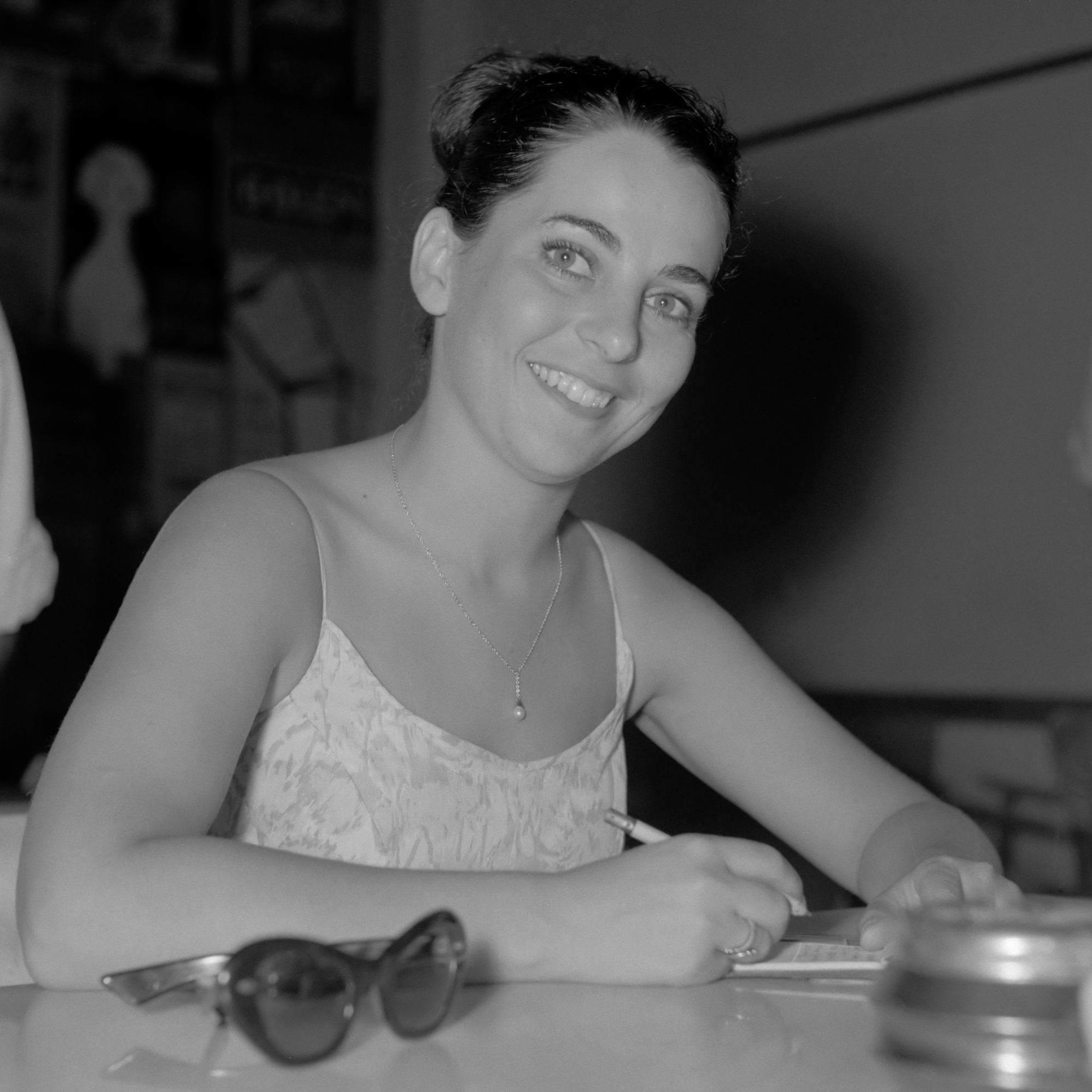
Dina Doronne (1964)

Dina Doronne (hebräisch דינה דורון; * 15. März 1940 in Afula, damals Palästina), auch Dina Doron, ist eine israelische Theater- und Filmschauspielerin.

## Karriere
Dina Doronne war 1955 bei der Premiere von Das Tagebuch der Anne Frank als Zweitbesetzung für die Anne vorgesehen, die damals von Susan Strasberg gespielt wurde. Später übernahm sie auch selbst diese Rolle. Buddy Elias, einer der Cousins von Anne Frank, urteilte in einem Brief vom 3. Dezember 1956: „Die Kleine die Anne nun spielt ist grossartig. Besser als Susan. Susan war technisch glänzend aber die kleine Dina Doronne ist so natürlich und spielt mit so viel Herz dass sie meiner Ansicht nach mehr durchdringt.“ 1957 war sie als Jessica in Shakespeares Viel Lärm um nichts zu sehen. 1967 spielte sie in dem Film Clouds Over Israel eine Beduinenfrau, deren Dorf während des israelisch-arabischen Kriegs durch ein notlandendes israelisches Flugzeug zerstört wird. Clouds Over Israel ist ein frühes Zeugnis der israelischen Filmproduktion und Dina Doronnes Spiel in dem Kriegsdrama wurde sehr gelobt. In der Actionkomödie Leg dich nicht mit Zohan an aus dem Jahr 2008 spielte sie Zohans Mutter.

## Filmografie
- 1962: Sinaia
- 1965: Der Glaskasten
- 1967: Clouds Over Israel
- 1974: Yokebed
- 1974: Moses (Mosè) (Fernseh-Miniserie)
- 1979: Mary and Joseph. A Story of Faith
- 1981: Hochzeit wider Willen
- 1981: Bittere Küsse
- 1983: Remembrance of Love
- 1986: Funny Farm
- 2001: Hochzeit wider Willen
- 2006: Die Eskimos von Galiläa
- 2008: Leg dich nicht mit Zohan an
- 2020: Unorthodox